# Appétit monstre
Appétit monstre (Hungry) est le 3e épisode de la saison 7 de la série télévisée X-Files. Dans cet épisode, un employé de fast food ayant un incontrôlable appétit pour les cerveaux humains tente de lutter contre ses pulsions et d'échapper aux soupçons de Mulder et Scully.
Cet épisode présente la particularité de suivre l'enquête depuis la perspective du « monstre de la semaine ». Il a été le premier de la saison à être tourné car les deux acteurs principaux de la série étaient pris par les tournages de longs métrages. Il a obtenu des critiques plutôt favorables.

## Résumé
À Costa Mesa un jeune homme se fait servir au drive d'un fast food de la chaîne Lucky Boy lorsqu'il est violemment tiré hors de sa voiture. Son corps est retrouvé quelques jours plus tard, le cerveau ayant été retiré du crâne. Mulder et Scully font le tour des établissements Lucky Boy de la région car le seul indice trouvé sur le corps est un badge d'employé de cette entreprise. Ils découvrent que Derwood Spinks, l'un des employés, a perdu son badge et discutent du cas sans se douter qu'un autre employé, Rob Roberts, écoute leur conversation. Mulder pense que le cerveau de la victime a été aspiré au moyen d'une sorte de trompe pour être mangé. Interpellé par le comportement de Roberts au fast food, il lui rend visite pour lui poser des questions en apparence routinières. Dans la nuit, Roberts, qui souffre d'une faim dévorante, tue un détective privé qui surveillait son immeuble et mange son cerveau.
Le lendemain, Roberts reçoit la visite de Spinks, qui lui annonce qu'il a été renvoyé pour avoir menti sur ses antécédents judiciaires et qu'il est suspecté du meurtre par Scully. Spinks a cependant trouvé une boîte de pilules pour régime, dont Roberts se sert pour tenter de modérer son appétit, avec des traces de sang dessus et demande de l'argent en échange de cette preuve. Roberts se rend ensuite à une consultation avec la psychologue Mindy Rinehart mais part précipitamment quand sa faim revient le torturer. Plus tard, il s'introduit chez Spinks pour récupérer sa boîte de pilules. Lorsque Spinks revient à l'improviste, Roberts lui révèle sa véritable apparence en enlevant sa perruque, son dentier, ses fausses oreilles et ses globes oculaires, puis le tue. Il revient ensuite confier au docteur Rinehart qu'il lutte contre un trouble du comportement alimentaire mais celle-ci ne saisit pas ses sous-entendus et l'envoie à une réunion des Outremangeurs Anonymes.
Roberts est à nouveau interrogé par Mulder et Scully à propos de la disparition de Spinks. Mulder explique à Roberts son hypothèse d'un mutant mangeur de cerveaux et sous-entend qu'il le considère comme le coupable. Roberts se rend ensuite à la réunion, où il prend la parole et rencontre sa propriétaire, Sylvia Jassy. Ils rentrent ensemble mais Roberts, vaincu par son incontrôlable appétit, la tue. L'étau des deux agents du FBI se resserrant autour de lui, Roberts se prépare à quitter la ville quand le docteur Rinehart arrive chez lui. Elle lui révèle qu'elle a compris qu'il était le meurtrier. Roberts se montre sous sa vraie forme et s'apprête à la tuer mais est arrêté par la pitié que manifeste Rinehart envers sa condition. Mulder et Scully, qui ont trouvé le corps de Sylvia, font irruption à ce moment. Incapable de nier sa nature, Roberts se jette sur Mulder et est atteint par deux balles, commettant ainsi un suicide par police interposée.

## Distribution
- David Duchovny : Fox Mulder
- Gillian Anderson : Dana Scully
- Chad Donella : Rob Roberts
- Mark Pellegrino : Derwood Spinks
- Judith Hoag : le docteur Mindy Rinehart
- Lois Foraker : Sylvia Jassy

## Production

### Préproduction
Vince Gilligan écrit le scénario de l'épisode avec l'idée d'essayer une approche différente de la série. Il décide par conséquent de donner à Mulder et Scully les rôles des antagonistes, vus comme tels à travers les yeux du « monstre de la semaine ». Chris Carter est très réceptif à ce scénario, qu'il qualifie d'« épisode de monstre vraiment remarquable ». Gilligan souhaite que le rôle du monstre suscite l'intérêt du public et il écrit donc le personnage de façon qu'on puisse s'identifier à lui. Il déclare après coup que son intention était « que le public espère que Mulder et Scully ne se pointent pas » à la fin pour tuer le monstre.
Chad Donella est choisi pour interpréter le rôle principal de Rob Roberts car il possède selon le directeur de casting Rick Millikan une qualité de jeu « intéressante et tout en nuances ». Le réalisateur Kim Manners décrit Donella comme un « formidable acteur débutant ». Steve Kiziak, la doublure de David Duchovny depuis l'épisode Meurtres sur Internet de la troisième saison, joue le rôle du détective privé tué par Roberts. Il réapparaîtra à l'écran dans l'épisode Doubles, à la fin de la septième saison, dans le rôle d'un agent du FBI ressemblant à Mulder.

### Tournage
L'équipe de production décide que l'épisode sera le premier de la saison à être tourné car David Duchovny et Gillian Anderson sont encore pris par les tournages des films Droit au cœur et Chez les heureux du monde (2000). Cela permet aux deux acteurs de terminer ces films sans que leurs tournages ne se chevauchent trop avec leur emploi du temps dans la série. Comme Duchovny et Anderson sont disponibles seulement deux jours pour tourner leurs scènes en commun, plusieurs de ces scènes sont filmées avec des doublures.
Le département artistique éprouve quelques difficultés à créer l'appartement de Rob Roberts car le script ne donne aucune indication détaillée de ce à quoi il pourrait ressembler. Le fast food Lucky Boy est par contre relativement facile à recréer. Le nom du fast food devait être à l'origine Burgerlishious mais il est rebaptisé car l'établissement jugé idéal pour le tournage a une pancarte Lucky Boy qui ne peut pas être enlevée.

## Accueil

### Audiences
Lors de sa première diffusion aux États-Unis, l'épisode réalise un score de 9,6 sur l'échelle de Nielsen, avec 14 % de parts de marché, et est regardé par 16,17 millions de téléspectateurs. La promotion télévisée de l'épisode est réalisée avec le slogan « Taste the terror tonight! » (en français « Ce soir, goûtez à la terreur ! »).

### Accueil critique
L'épisode reçoit un accueil plutôt favorable de la critique. Dans leur livre sur la série, Robert Shearman et Lars Pearson lui donnent la note de 5/5, qualifiant l'épisode de « joyau sous-estimé » et saluant l'interprétation de Chad Donella qui rend son personnage « très touchant ». Le site Le Monde des Avengers évoque un épisode offrant le spectacle, unique dans la série, du « quotidien de l’adversaire du jour », lequel « développe plus que nul autre l’immersion dans l’humanité, tout en tentant de combattre ses dévorantes pulsions ». Le récit « développe un humour noir des plus agréables » et permet d'avoir une vision « très divertissante » du duo d'agents.
Pour Zack Handlen, du site The A.V. Club, qui lui donne la note de B+, l'innovation scénaristique consistant à suivre l'épisode à travers le point de vue du « monstre de la semaine » est « très astucieuse », l'humour est utilisé à bon escient, et Chad Donella arrive à rendre son personnage à la fois « vulnérable, sympathique et effrayant » mais l'épisode réserve peu de surprises et manque de profondeur. Rich Rosell, du site Digitally Obsessed, lui donne la note de 3,5/5, estimant que l'épisode est amusant et bénéficie d'une « élaboration remarquable » mais que le final laisse plusieurs questions irrésolues.
Paula Vitaris, de Cinefantastique, lui donne la note de 2/4, trouvant regrettable que le téléspectateur sache d'emblée qui est le coupable mais se réjouissant du ton satirique du scénario. Dans son livre, Tom Kessenich évoque un épisode passable qui souffre d'un manque de caractérisation du « monstre de la semaine » et d'un suspense inexistant. Kenneth Silber, du site space.com, estime que le concept original de l'épisode n'arrive pas à masquer la banalité du scénario et élimine tout suspense.